# Temporada 2022 de la Copa Truck
La temporada 2022 de la Copa Truck fue la 6ª temporada del Campeonato Brasileño de Copa Truck de la historia. La serie es administrada a nivel nacional por la Confederación Brasileña de Automovilismo (CBA). Wellington Cirino logró su primer título con ASG Motorsport, que fue la escudería campeona.
El origen de la categoría se produjo después de que nueve equipos abandonaran la Fórmula Truck por desacuerdos con la problemática gestión de Neusa Navarro Félix; estos equipos se unieron en una asociación creando la categoría que vino a reemplazar a Fórmula Truck. La nueva categoría reúne a equipos y pilotos de la antigua categoría.
En noviembre de 2017, fue homologado por la Confederación Brasileña de Automovilismo (CBA) y reconocido como campeonato oficial. Carlos Col, exjefe del Stock Car, es su promotor.
Copa Truck fue lanzada oficialmente el 27 de abril de 2017 en São Paulo. En la primera temporada, el campeonato se dividió en tres copas regionales: Centro-Oeste, Noreste y Sudeste. La primera etapa tuvo lugar el 28 de mayo, en Goiânia, con 17 camiones en parrilla.
La asociación está compuesta por los siguientes equipos: RM Competições, AJ5 Sports, DF Motorsport, RVR Motorsports, Dakar Motors, Fábio Fogaça Motorsports, Lucar Motorsports y Clay Truck Racing.

## Equipos y Pilotos
Todos los pilotos son brasileños.
| Equipo              | Constructor   | Neumático | No. | Piloto                | Etapas |
| ------------------- | ------------- | --------- | --- | --------------------- | ------ |
| Dakar Motorsport    | Iveco         | G         | 57  | Felipe Tozzo          | 1-2    |
| Usual Iveco Racing  | Iveco         | G         | 4   | Felipe Giaffone       | 1-2    |
| Usual Iveco Racing  | Iveco         | G         | 21  | Djalma Pivetta        | 1-2    |
| Usual Iveco Racing  | Iveco         | G         | 26  | Raphael Abbate        | 1-2    |
| AJ5 ECO Sports      | Mercedes-Benz | G         | 5   | Adalberto Jardim      | 1-2    |
| R9 Competições      | Volkswagen    | G         | 7   | Débora Rodrigues      | 1-2    |
| R9 Competições      | Volkswagen    | G         | 55  | Paulo Salustiano      | 1-2    |
| R9 Competições      | Volkswagen    | G         | 81  | José Augusto Dias     | 1-2    |
| R9 Competições      | Volkswagen    | G         | 88  | Beto Monteiro         | 1-2    |
| R9 Competições      | Volkswagen    | G         | 00  | Danilo Alamini        | 1-2    |
| FF Motorsport       | Mercedes-Benz | G         | 27  | Fábio Fogaça          | 1-2    |
| FF Motorsport       | Mercedes-Benz | G         | 71  | Pe Jota               | 1-2    |
| FF Motorsport       | Mercedes-Benz | G         | 72  | Djalma Fogaça         | 1-2    |
| ASG Motorsport      | Mercedes-Benz | G         | 6   | Wellington Cirino     | 1-2    |
| ASG Motorsport      | Mercedes-Benz | G         | 15  | Roberval Andrade      | 1-2    |
| ASG Motorsport      | Mercedes-Benz | G         | 25  | Jaidson Zini          | 1-2    |
| ASG Motorsport      | Mercedes-Benz | G         | 451 | Fabiano Cardoso       | 1-2    |
| Tiger Team          | Mercedes-Benz | G         | 69  | Evandro Camargo       | 1-2    |
| Tiger Team          | Mercedes-Benz | G         | 99  | Luiz Lopes            | 1-2    |
| Boessio Competições | Volvo         | G         | 83  | Régis Boéssio         | 1-2    |
| PP Motorsport       | Mercedes-Benz | G         | 28  | Danilo Dirani         | 1-2    |
| PP Motorsport       | Mercedes-Benz | G         | 29  | Pedro Paulo Fernandes | 1-2    |
| BRUTO Motorsports   | Scania        | G         | 3   | Ricardo Alvarez       | 1-2    |
| LT Team             | Volvo         | G         | 33  | Rodrigo Taborda       | 1-2    |
| LT Team             | Volvo         | G         | 73  | Leandro Totti         | TBA    |
| AM Super            | Mercedes-Benz | G         | 43  | Glauco Barros         | 1-2    |
| AM Super            | Mercedes-Benz | G         | 45  | Daniel Kelemen        | TBA    |

## Calendario

### Etapas
| Ronda | Fecha            | Gran Premio                        | Circuito                                     | Ciudad                | Horário | Info   |
| ----- | ---------------- | ---------------------------------- | -------------------------------------------- | --------------------- | ------- | ------ |
| 1     | 12 de marzo      | Grande Prêmio de Santa Cruz do Sul | Autódromo Internacional de Santa Cruz do Sul | Santa Cruz do Sul, RS | 12h40   | [ 7 ]  |
| 2     | 13 de marzo      | Grande Prêmio de Santa Cruz do Sul | Autódromo Internacional de Santa Cruz do Sul | Santa Cruz do Sul, RS | 13h55   | [ 8 ]  |
| 3     | 1 de mayo        | Grande Prêmio de São Paulo         | Autódromo Internacional de Interlagos        | São Paulo, SP         | 13h38   | [ 9 ]  |
| 4     | 5 de junio       | Grande Prêmio de Goiás             | Autódromo Ayrton Senna                       | Goiânia, GO           | 12h10   | [ 10 ] |
| 5     | 10 de julio      | Grande Prêmio do Paraná            | Autódromo Internacional Ayrton Senna         | Londrina, PR          | 13h10   | [ 11 ] |
| 6     | 21 de agosto     | Grande Prêmio de São Paulo         | Autódromo Internacional de Interlagos        | São Paulo, SP         | 13h38   | [ 12 ] |
| 7     | 17 de septiembre | Grande Prêmio de Tarumã            | Autódromo de Tarumã                          | Viamão, RS            | 15h05   | [ 13 ] |
| 8     | 18 de septiembre | Grande Prêmio de Tarumã            | Autódromo de Tarumã                          | Viamão, RS            | 14h00   | [ 14 ] |
| 9     | 6 de noviembre   | Grande Prêmio de Goiânia           | Autódromo Ayrton Senna                       | Goiânia, GO           | 11h42   | [ 15 ] |

### Resultados
| Ronda | Circuito                           | Fecha            | Pole Position     | Vuelta rápida     | Piloto ganador    | Equipo ganador     | Constructor   | Ref.   |
| ----- | ---------------------------------- | ---------------- | ----------------- | ----------------- | ----------------- | ------------------ | ------------- | ------ |
| 1     | Grande Prêmio de Santa Cruz do Sul | 12 de marzo      | Beto Monteiro     | Wellington Cirino | Wellington Cirino | ASG Motorsport     | Mercedes-Benz | [ 16 ] |
| 1     | Grande Prêmio de Santa Cruz do Sul | 12 de marzo      | Sin disputa       | Beto Monteiro     | Paulo Salustiano  | R9 Competições     | Volkswagen    | [ 17 ] |
| 2     | Grande Prêmio de Santa Cruz do Sul | 13 de marzo      | Paulo Salustiano  | Roberval Andrade  | Roberval Andrade  | ASG Motorsport     | Mercedes-Benz | [ 18 ] |
| 2     | Grande Prêmio de Santa Cruz do Sul | 13 de marzo      | Sin disputa       | Felipe Giaffone   | Wellington Cirino | ASG Motorsport     | Mercedes-Benz | [ 19 ] |
| 3     | Grande Prêmio de São Paulo         | 1 de mayo        | Felipe Giaffone   | Beto Monteiro     | Beto Monteiro     | R9 Competições     | Volkswagen    | [ 20 ] |
| 3     | Grande Prêmio de São Paulo         | 1 de mayo        | Sin disputa       | Beto Monteiro     | Wellington Cirino | ASG Motorsport     | Mercedes-Benz | [ 21 ] |
| 4     | Grande Prêmio de Goiás             | 5 de junio       | Felipe Giaffone   | Beto Monteiro     | Felipe Giaffone   | Usual Iveco Racing | Iveco         | [ 22 ] |
| 4     | Grande Prêmio de Goiás             | 5 de junio       | Sin disputa       | Beto Monteiro     | Wellington Cirino | ASG Motorsport     | Mercedes-Benz | [ 23 ] |
| 5     | Grande Prêmio do Paraná            | 10 de julio      | Wellington Cirino | Wellington Cirino | Wellington Cirino | ASG Motorsport     | Mercedes-Benz | [ 24 ] |
| 5     | Grande Prêmio do Paraná            | 10 de julio      | Sin disputa       | Beto Monteiro     | Paulo Salustiano  | R9 Competições     | Volkswagen    | [ 25 ] |
| 6     | Grande Prêmio de São Paulo         | 21 de agosto     | Felipe Giaffone   | Felipe Giaffone   | Beto Monteiro     | R9 Competições     | Volkswagen    | [ 26 ] |
| 6     | Grande Prêmio de São Paulo         | 21 de agosto     | Sin disputa       | Roberval Andrade  | Roberval Andrade  | ASG Motorsport     | Mercedes-Benz | [ 27 ] |
| 7     | Grande Prêmio de Tarumã            | 17 de septiembre | Wellington Cirino | Wellington Cirino | Wellington Cirino | ASG Motorsport     | Mercedes-Benz | [ 28 ] |
| 7     | Grande Prêmio de Tarumã            | 17 de septiembre | Sin disputa       | André Marques     | Roberval Andrade  | ASG Motorsport     | Mercedes-Benz | [ 29 ] |
| 8     | Grande Prêmio de Tarumã            | 18 de septiembre | Roberval Andrade  | Roberval Andrade  | Roberval Andrade  | ASG Motorsport     | Mercedes-Benz | [ 30 ] |
| 8     | Grande Prêmio de Tarumã            | 18 de septiembre | Sin disputa       | Roberval Andrade  | Beto Monteiro     | R9 Competições     | Volkswagen    | [ 31 ] |
| 9     | Grande Prêmio de Goiânia           | 6 de noviembre   | Roberval Andrade  | Roberval Andrade  | Roberval Andrade  | ASG Motorsport     | Mercedes-Benz | [ 32 ] |
| 9     | Grande Prêmio de Goiânia           | 6 de noviembre   | Sin disputa       | André Marques     | André Marques     | R9 Competições     | Volkswagen    | [ 33 ] |

Obs: Calendario pendiente y sujeto a cambios debido a la pandemia de COVID-19.

## Calificación general

### Categoría Pro
| Pos | Piloto                   | SCZ | SCZ | SCZ | SCZ | INT | INT | GOI | GOI | LON | LON | INT | INT | TAR | TAR | TAR | TAR | GOI | GOI | Pts |
| Pos | Piloto                   | RD1 | RD2 | RD1 | RD2 | RD1 | RD2 | RD1 | RD2 | RD1 | RD2 | RD1 | RD2 | RD1 | RD2 | RD1 | RD2 | RD1 | RD2 | Pts |
| --- | ------------------------ | --- | --- | --- | --- | --- | --- | --- | --- | --- | --- | --- | --- | --- | --- | --- | --- | --- | --- | --- |
| 1   | Wellington Cirino        | 1   | 4   | 5   | 1   | 4   | 1   | 6   | 1   | 1   | 7   | 7   | 8   | 1   | 5   | 2   | 5   | 17  | 5   | 255 |
| 2   | Felipe Giaffone          | 3   | 11  | 6   | 5   | 2   | 3   | 1   | 5   | 9   | 6   | 2   | 3   | 2   | 3   | 4   | 3   | 5   | 3   | 252 |
| 3   | Beto Monteiro            | 2   | 8   | 2   | 2   | 1   | 4   | 2   | 2   | 16  | 8   | 1   | 4   | 9   | 6   | 6   | 1   | 2   | DSQ | 249 |
| 4   | Roberval Andrade         | 4   | RET | 1   | RET | 3   | RET | 3   | 6   | 2   | 2   | 4   | 1   | 7   | 1   | 1   | 2   | 1   | RET | 246 |
| 5   | Paulo Salustiano         | 5   | 1   | 3   | 3   | DSQ | 18  | 4   | 3   | 3   | 1   | 3   | RET | 3   | 7   | 5   | RET | 3   | RET | 217 |
| 6   | Débora Rodrigues         | 8   | 3   | 8   | 11  | 6   | 8   | 5   | 4   | 5   | 5   | 5   | 15  | 13  | 10  | 16  | 14  | 12  | 16  | 190 |
| 7   | Jaidson Zini             | RET | 13  | 14  | 6   | 5   | RET | 9   | 11  | 8   | 3   | 18  | 14  | 6   | 13  | 8   | 8   | 6   | 4   | 181 |
| 8   | André Marques            |     |     |     |     |     |     |     |     | 4   | 4   | 8   | 2   | 4   | 2   | 3   | 4   | 4   | 1   | 153 |
| 9   | Luiz Lopes               | 12  | 9   | 9   | 16  | DSQ | 5   | 14  | RET | 19  | 16  | RET | NL  | 11  | 9   | 14  | 7   | 21  | 10  | 143 |
| 10  | Danilo Alamini           | 13  | 10  | 16  | 4   | 7   | 2   | 8   | 7   | 11  | 10  | RET | NL  | 8   | 4   | 10  | 11  | 10  | 17  | 139 |
| 11  | Felipe Tozzo             | 10  | RET | RET | NL  | 9   | 6   | 12  | 9   | 12  | 14  | 15  | 17  | 5   | 8   | 7   | 10  | 14  | 7   | 118 |
| 12  | Adalberto Jardim         | RET | 12  | 7   | 17  | 13  | 17  | 18  | 13  | 6   | RET | RET | NL  | DNQ | RET | RET | RET | 7   | 2   | 111 |
| 13  | Raphael Abbate           | 6   | 6   | 11  | 7   | 17  | 7   | NL  | NL  | 10  | 12  | 16  | 9   | 18  | NL  | 13  | 12  | 9   | 8   | 102 |
| 14  | Evandro Camargo          | 9   | 7   | 12  | 13  | RET | NL  | RET | NL  | 7   | 11  | 12  | 7   | 16  | 12  | 15  | RET | 8   | 12  | 91  |
| 15  | Djalma Fogaça            | 18  | NL  | 10  | 14  | RET | 11  | RET | NL  | RET | 17  | 13  | 6   | 15  | RET | RET | NL  | 11  | RET | 90  |
| 16  | José Augusto Dias        | 15  | RET | 20  | 9   | 8   | 10  | 11  | 10  | 13  | 9   | 6   | 5   |     |     |     |     |     |     | 84  |
| 17  | Fábio Fogaça             | 19  | 16  | 15  | 8   | 18  | 9   | 7   | 8   | DSQ | DSQ | 9   | 11  | 14  | 21  | 9   | 6   | RET | RET | 84  |
| 18  | Danilo Dirani            | RET | NL  | 13  | RET | DSQ | 15  | 19  | 17  | RET | NL  | RET | NL  |     |     | 22  | 18  | RET | 15  | 64  |
| 19  | Régis Boéssio            | 7   | 2   | 4   | RET |     |     |     |     |     |     | RET | NL  | 12  | 20  | RET | NL  |     |     | 62  |
| 20  | Pedro Paulo Fernandes    | 14  | 5   | RET | RET | 12  | 16  | RET | NL  | 17  | RET | 10  | RET | 10  | 19  | 11  | NL  | 19  | 13  | 57  |
| 21  | Daniel Keleman           |     |     |     |     | 10  | 12  | 15  | 15  | 14  | 18  | 14  | 12  | 17  | 15  | 12  | 9   | RET | RET | 52  |
| 22  | Djalma Pivetta           | RET | NL  | 17  | 10  | 19  | NL  | 10  | 12  | 20  | 13  | 11  | 10  | 19  | 22  | 18  | 15  | 18  | 14  | 41  |
| 23  | Rodrigo Taborda          | 17  | 14  | 18  | 15  | 14  | 13  | RET | NL  | 15  | 15  | RET | NL  | 24  | 14  | RET | NL  | 15  | 9   | 40  |
| 24  | Renato Martins           |     |     |     |     |     |     |     |     |     |     |     | 21  | 18  | 19  | 17  |     |     |     | 31  |
| 25  | Thiago Rizzo             |     |     |     |     |     |     |     |     |     |     | 17  | 18  | 22  | 11  | 17  | 13  | 13  | 6   | 25  |
| 26  | Pe Jota                  | 20  | NL  | NL  | NL  | 16  | RET | 13  | 14  | RET | NL  | 21  | 13  | 20  | 16  | 21  | 16  | 16  | 11  | 17  |
| 27  | Glauco Barros            | 16  | 15  | 21  | 12  | 15  | 14  | 17  | RET |     |     | 20  | 16  | 23  | 17  | 20  | 19  |     |     | 12  |
| 28  | Leandro Totti            |     |     |     |     |     |     |     |     |     |     |     |     |     |     |     |     | 20  | RET | 9   |
| 29  | Alex Fabiano da Silva    |     |     |     |     | 11  | DSQ | 16  | 16  | 18  | RET |     |     |     |     |     |     |     |     | 9   |
| 30  | Fabiano Cardoso          | 11  | RET | NL  | NL  |     |     |     |     |     |     |     |     |     |     |     |     |     |     | 9   |
| 31  | Kléber Barcellos Elétric |     |     |     |     |     |     |     |     |     |     | 19  | 19  | 25  | RET | RET | NL  | NL  | RET | 0   |
| 32  | Ricardo Alvarez          | RET | NL  | 19  | RET |     |     |     |     |     |     |     |     |     |     |     |     |     |     | 0   |
| Pos | Piloto                   | SCZ | SCZ | SCZ | SCZ | INT | INT | GOI | GOI | LON | LON | INT | INT | TAR | TAR | TAR | TAR | GOI | GOI | Pts |

| Color        | Resultado                                     |
| ------------ | --------------------------------------------- |
| Oro          | Ganador                                       |
| Plata        | 2º lugar                                      |
| Bronce       | 3º lugar                                      |
| Verde        | 4.º y 5.º lugar (top 5)                       |
| Celeste      | 6.º a 10.º lugar (top 10)                     |
| Azul         | Finalizó (afuera del top 10) (fora do Top 10) |
| Violeta      | No terminó                                    |
| Rojo         | DNQ - No se clasificó                         |
| Marrón       | Wth - Retirado                                |
| Negro        | DSQ - Descalificado                           |
| Caqui oscuro | No empezó (NL)                                |
| Caqui oscuro | Abandonó la carrera (C)                       |
| Vacío        | no participó                                  |

| Pos | Piloto                   | SCZ | SCZ | SCZ | SCZ | INT | INT | GOI | GOI | LON | LON | INT | INT | TAR | TAR | TAR | TAR | GOI | GOI | Pts |
| Pos | Piloto                   | RD1 | RD2 | RD1 | RD2 | RD1 | RD2 | RD1 | RD2 | RD1 | RD2 | RD1 | RD2 | RD1 | RD2 | RD1 | RD2 | RD1 | RD2 | Pts |
| --- | ------------------------ | --- | --- | --- | --- | --- | --- | --- | --- | --- | --- | --- | --- | --- | --- | --- | --- | --- | --- | --- |
| 1   | Wellington Cirino        | 1   | 4   | 5   | 1   | 4   | 1   | 6   | 1   | 1   | 7   | 7   | 8   | 1   | 5   | 2   | 5   | 17  | 5   | 255 |
| 2   | Felipe Giaffone          | 3   | 11  | 6   | 5   | 2   | 3   | 1   | 5   | 9   | 6   | 2   | 3   | 2   | 3   | 4   | 3   | 5   | 3   | 252 |
| 3   | Beto Monteiro            | 2   | 8   | 2   | 2   | 1   | 4   | 2   | 2   | 16  | 8   | 1   | 4   | 9   | 6   | 6   | 1   | 2   | DSQ | 249 |
| 4   | Roberval Andrade         | 4   | RET | 1   | RET | 3   | RET | 3   | 6   | 2   | 2   | 4   | 1   | 7   | 1   | 1   | 2   | 1   | RET | 246 |
| 5   | Paulo Salustiano         | 5   | 1   | 3   | 3   | DSQ | 18  | 4   | 3   | 3   | 1   | 3   | RET | 3   | 7   | 5   | RET | 3   | RET | 217 |
| 6   | Débora Rodrigues         | 8   | 3   | 8   | 11  | 6   | 8   | 5   | 4   | 5   | 5   | 5   | 15  | 13  | 10  | 16  | 14  | 12  | 16  | 190 |
| 7   | Jaidson Zini             | RET | 13  | 14  | 6   | 5   | RET | 9   | 11  | 8   | 3   | 18  | 14  | 6   | 13  | 8   | 8   | 6   | 4   | 181 |
| 8   | André Marques            |     |     |     |     |     |     |     |     | 4   | 4   | 8   | 2   | 4   | 2   | 3   | 4   | 4   | 1   | 153 |
| 9   | Luiz Lopes               | 12  | 9   | 9   | 16  | DSQ | 5   | 14  | RET | 19  | 16  | RET | NL  | 11  | 9   | 14  | 7   | 21  | 10  | 143 |
| 10  | Danilo Alamini           | 13  | 10  | 16  | 4   | 7   | 2   | 8   | 7   | 11  | 10  | RET | NL  | 8   | 4   | 10  | 11  | 10  | 17  | 139 |
| 11  | Felipe Tozzo             | 10  | RET | RET | NL  | 9   | 6   | 12  | 9   | 12  | 14  | 15  | 17  | 5   | 8   | 7   | 10  | 14  | 7   | 118 |
| 12  | Adalberto Jardim         | RET | 12  | 7   | 17  | 13  | 17  | 18  | 13  | 6   | RET | RET | NL  | DNQ | RET | RET | RET | 7   | 2   | 111 |
| 13  | Raphael Abbate           | 6   | 6   | 11  | 7   | 17  | 7   | NL  | NL  | 10  | 12  | 16  | 9   | 18  | NL  | 13  | 12  | 9   | 8   | 102 |
| 14  | Evandro Camargo          | 9   | 7   | 12  | 13  | RET | NL  | RET | NL  | 7   | 11  | 12  | 7   | 16  | 12  | 15  | RET | 8   | 12  | 91  |
| 15  | Djalma Fogaça            | 18  | NL  | 10  | 14  | RET | 11  | RET | NL  | RET | 17  | 13  | 6   | 15  | RET | RET | NL  | 11  | RET | 90  |
| 16  | José Augusto Dias        | 15  | RET | 20  | 9   | 8   | 10  | 11  | 10  | 13  | 9   | 6   | 5   |     |     |     |     |     |     | 84  |
| 17  | Fábio Fogaça             | 19  | 16  | 15  | 8   | 18  | 9   | 7   | 8   | DSQ | DSQ | 9   | 11  | 14  | 21  | 9   | 6   | RET | RET | 84  |
| 18  | Danilo Dirani            | RET | NL  | 13  | RET | DSQ | 15  | 19  | 17  | RET | NL  | RET | NL  |     |     | 22  | 18  | RET | 15  | 64  |
| 19  | Régis Boéssio            | 7   | 2   | 4   | RET |     |     |     |     |     |     | RET | NL  | 12  | 20  | RET | NL  |     |     | 62  |
| 20  | Pedro Paulo Fernandes    | 14  | 5   | RET | RET | 12  | 16  | RET | NL  | 17  | RET | 10  | RET | 10  | 19  | 11  | NL  | 19  | 13  | 57  |
| 21  | Daniel Keleman           |     |     |     |     | 10  | 12  | 15  | 15  | 14  | 18  | 14  | 12  | 17  | 15  | 12  | 9   | RET | RET | 52  |
| 22  | Djalma Pivetta           | RET | NL  | 17  | 10  | 19  | NL  | 10  | 12  | 20  | 13  | 11  | 10  | 19  | 22  | 18  | 15  | 18  | 14  | 41  |
| 23  | Rodrigo Taborda          | 17  | 14  | 18  | 15  | 14  | 13  | RET | NL  | 15  | 15  | RET | NL  | 24  | 14  | RET | NL  | 15  | 9   | 40  |
| 24  | Renato Martins           |     |     |     |     |     |     |     |     |     |     |     | 21  | 18  | 19  | 17  |     |     |     | 31  |
| 25  | Thiago Rizzo             |     |     |     |     |     |     |     |     |     |     | 17  | 18  | 22  | 11  | 17  | 13  | 13  | 6   | 25  |
| 26  | Pe Jota                  | 20  | NL  | NL  | NL  | 16  | RET | 13  | 14  | RET | NL  | 21  | 13  | 20  | 16  | 21  | 16  | 16  | 11  | 17  |
| 27  | Glauco Barros            | 16  | 15  | 21  | 12  | 15  | 14  | 17  | RET |     |     | 20  | 16  | 23  | 17  | 20  | 19  |     |     | 12  |
| 28  | Leandro Totti            |     |     |     |     |     |     |     |     |     |     |     |     |     |     |     |     | 20  | RET | 9   |
| 29  | Alex Fabiano da Silva    |     |     |     |     | 11  | DSQ | 16  | 16  | 18  | RET |     |     |     |     |     |     |     |     | 9   |
| 30  | Fabiano Cardoso          | 11  | RET | NL  | NL  |     |     |     |     |     |     |     |     |     |     |     |     |     |     | 9   |
| 31  | Kléber Barcellos Elétric |     |     |     |     |     |     |     |     |     |     | 19  | 19  | 25  | RET | RET | NL  | NL  | RET | 0   |
| 32  | Ricardo Alvarez          | RET | NL  | 19  | RET |     |     |     |     |     |     |     |     |     |     |     |     |     |     | 0   |
| Pos | Piloto                   | SCZ | SCZ | SCZ | SCZ | INT | INT | GOI | GOI | LON | LON | INT | INT | TAR | TAR | TAR | TAR | GOI | GOI | Pts |

| Color        | Resultado                                     |
| ------------ | --------------------------------------------- |
| Oro          | Ganador                                       |
| Plata        | 2º lugar                                      |
| Bronce       | 3º lugar                                      |
| Verde        | 4.º y 5.º lugar (top 5)                       |
| Celeste      | 6.º a 10.º lugar (top 10)                     |
| Azul         | Finalizó (afuera del top 10) (fora do Top 10) |
| Violeta      | No terminó                                    |
| Rojo         | DNQ - No se clasificó                         |
| Marrón       | Wth - Retirado                                |
| Negro        | DSQ - Descalificado                           |
| Caqui oscuro | No empezó (NL)                                |
| Caqui oscuro | Abandonó la carrera (C)                       |
| Vacío        | no participó                                  |